# Westfälischer Bauernverein
Der Westfälische Bauernverein war eine vereinsmäßig organisierte Körperschaft, die sich – mit Vorläufern seit den frühen 1860er Jahren – von 1871 bis 1933 der Vertretung der ständischen Interessen der Bauernschaft in der Provinz Westfalen widmete. Politisch war der Bauernverein vor allem von Bedeutung, weil er ein wichtiger Träger der westfälischen Sektion der katholischen Zentrumspartei war und aufgrund dieser Stellung einen erheblichen Einfluss auf die Zusammensetzung der Listen der Kandidaten hatte, die das Zentrum bei öffentlichen Wahlen zu parlamentarischen Vertretungskörperschaften – insbesondere dem Reichstag und dem Preußischen Landtag – in den westfälischen Wahlkreisen nominierte. Die heutige Nachfolgekörperschaft des Westfälischen Bauernvereins ist der Westfälisch-Lippische Landwirtschaftsverband.

## Geschichte
In den 1860er Jahren waren in Westfalen diverse Bauernvereine auf örtlicher Ebene gegründet worden, deren Zweck darin bestand, die Interessen der Landwirtschaft beziehungsweise speziell der Bauern – d. h. der eigenen Grund und Boden besitzenden oder als selbständige Pächter bewirtschaftenden Angehörigen des landwirtschaftlichen Standes (im Gegensatz zu lohnabhängigen Angestellten wie Knechten, Mägden usw.) – zu vertreten. Der erste Verein dieser Art war der am 10. Juni 1862 in Wettringen ins Leben gerufene Wettringer Bauernverein. Der Vorsitzende dieses Vereins brachte das Ziel, dem dieser Verein gewidmet war, auf die Formel, er solle „die Mitglieder in religiöser, sittlicher, intellektueller, sozialer und materieller Hinsicht“ heben.
Im November 1871 schlossen der Wettringer Bauernverein und eine Reihe weiterer zwischenzeitlich gegründeter örtlicher Bauernvereine sich zur überkommunalen Vertretung ihrer wirtschaftlichen Interessen sowie zur Organisation der genossenschaftlichen Selbsthilfe und der Stabilisierung des christlich-ständischen Bewusstseins zum Westfälischen Bauernverein zusammen. Dieser war die erste freie landwirtschaftliche Standesorganisation des Deutschen Reiches und wurde zum Vorbild für zahlreiche ähnliche Gründungen, die in den folgenden Jahren nach und nach in fast allen anderen Provinzen des Reiches vollzogen wurden, so z. B. der Oldenburgische Bauernverein, der Oberschlesische Bauernverein (1878), der Rheinische Bauernverein und der Hannoversche Bauernverein. Später wurden die meisten dieser Vereine unter einem gemeinsamen Dachverband zusammengefasst, der der Koordinierung ihrer Zusammenarbeit und der Vertretung ihrer Interessen gegenüber der Berliner Zentralregierung diente und der nacheinander als Vereinigung der christlichen deutschen Bauernvereine (1900–1916), Vereinigung der deutschen Bauernvereine (1916–1931) und als Vereinigung der deutschen christlichen Bauernvereine (1931–1934) firmierte.
Sitz des Vereins war Münster. Zur öffentlichen Propagierung seiner Forderungen und Ansichten diente das Verbandsorgan Westfälischer Bauer. Verantwortlicher Redakteur war der stellvertretende Vorsitzende des Westfälischen Bauernvereins Johann Breuker aus Kirchhellen. Es kam insgesamt zu drei Anklagen wegen Pressevergehen gegen ihn: 1872 wurde er zu drei Wochen und 1873 in einem weiteren Verfahren zu einem Monat Gefängnis verurteilt, ein Mal wurde er freigesprochen.
Ideologisch war der Bauernverein streng katholisch orientiert, woraus sich eine enge politische Anbindung an die Zentrumspartei ergab, zu deren wichtigsten Trägern der Bauernverein gehörte. So war der Mitgründer und langjährige Vorsitzende des Westfälischen Bauernvereins Burghard von Schorlemer-Alst von 1873 bis 1889 zugleich Vorsitzender der Zentrumspartei. Während der Bauernverein in den ersten Jahren seines Bestehens von der Obrigkeit des protestantisch-preußisch geprägten Kaiserreichs im Zuge des Kulturkampfes der Regierungszeit von Otto von Bismarck aufgrund seiner katholischen Orientierung und seiner landsmannschaftlichen Abgrenzung vom Rest-Reich – Schorlemer war damals als „Westfälischer Bauernkönig“ bekannt – als potenziell staatsfeindliche Organisation misstrauisch beobachtet wurde, integrierte sich der Verband im Laufe der Jahre in den bestehenden Staat, sodass er während der Regentschaft von Kaiser Wilhelm II. schließlich als ausgesprochen konservative, die Interessen der Herrenschicht des Kaiserreiches vertretende Organisation galt.
1894 gründeten die führenden Organisatoren des Bauernvereins die Druckerei und den Verlag „Der Westfale“, um dem sich stark entwickelnden landwirtschaftlichen Organisations- und Genossenschaftswesen in Bezug auf Zeitschriften, Formulare und andere Druckerzeugnisse Rechnung tragen zu können. Von 1894 bis 1916 gab der Verlag die gleichnamige Tageszeitung Der Westfale heraus. Bis 1933 erschien dort im Kommissionsverlag der Westfälische Bauer.
Während des Ersten Weltkriegs stellte der Verein sich hinter die Kriegsziele der kaiserlichen Generalität und propagierte territoriale Annexionen und wirtschaftliche Kontributionsforderungen an die Kriegsgegner des Reiches als das zu verwirklichende Ergebnis des Krieges.
Im Jahr 1928 wurde die Organisation durch die Gründung von Bezirksverbänden für das Münsterland, für das paderborner Land, für das Industriegebiet, für Minden-Ravensberg und für das Sauerland gegliedert. Infolge der Machtübernahme durch die Nationalsozialisten wurden bereits 1933 die christlich orientierten Bauernvereine verboten und im September des Jahres war mit der Gründung des Reichsnährstandes die Gleichschaltung abgeschlossen. Im Jahr 1947 knüpfte der Westfälisch-Lippische Landwirtschaftsverband auch an die Tradition des Bauernvereins an.

## Mitgliederentwicklung
- 1879: 14.000 Mitglieder
- 1898: 28.900 Mitglieder

## Vorsitzende des Vereins
- 1871 bis 1895: Burghard von Schorlemer-Alst
- 1895 bis 1903: Max von Landsberg-Velen (1847–1902)
- 1903 bis 1906: Christoph Winkelmann (1844–1906)
- 1907 bis 1916: Clemens Freiherr von Twickel (1861–1916)
- 1916 bis 1928: Engelbert von Kerckerinck zur Borg (1872–1933)
- 1928 bis 1933: Heinrich Dieckmann (1867–1941)